# It's About Time (Chic)
It's About Time è il decimo album in studio del gruppo musicale statunitense Nile Rodgers & Chic, pubblicato nel 2018.

## Tracce
1. Till the World Falls (featuring Mura Masa, Cosha and Vic Mensa) – 5:17
2. Boogie All Night (featuring Nao) – 3:30
3. Sober (featuring Craig David and Stefflon Don) – 3:08
4. Do You Wanna Party (featuring LunchMoney Lewis) – 3:21
5. Dance with Me (featuring Hailee Steinfeld) – 3:30
6. I Dance My Dance – 3:27
7. State of Mine (It's About Time) (featuring Philippe Saisse) – 4:42
8. Queen (featuring Elton John and Emeli Sandé) – 3:55
9. I Want Your Love (featuring Lady Gaga) – 4:56
10. 'New Jack' Sober (Teddy Riley version) (featuring Craig David and Stefflon Don) – 3:12

Durata totale: 38:58